# LUIS 4U green
Der LUIS 4U green ist ein elektrisch angetriebener, kompakter SUV der LUIS Motors GmbH.
Die Fahrzeugkarosserie zeigt starke Ähnlichkeit zum Daihatsu Terios.
Am 25. November 2009 begann die Serienproduktion dieses Fahrzeugs in Shanghai in China. Die Auslieferung an asiatische und europäische Gewerbekunden erfolgte seit Anfang 2010.
Der LUIS 4U green wird in Zusammenarbeit mit dem chinesischen Hersteller Zotye International (Zhongtai) in einem Joint Venture produziert.

## Technik
Der LUIS 4U green wird mit einem Permanentmagnet-Synchronmotor ohne Bürsten angetrieben. Er leistet maximal 27,5 kW und kann ein Drehmoment 240 Nm abgeben. Die Lithium-Eisenphosphat-Akkumulatoren sind im Boden des Fahrzeugs untergebracht. Die Batterie wiegt 350 kg und kann maximal 35 kWh abgeben. Der Motor und die Regelelektronik sind vorn untergebracht.
Die Akkumulatoren können über eine gewöhnliche 230-V-Steckdose in 4–10 Stunden aufgeladen werden. Mit einer Schnellladestation für Kraftstrom (Dreiphasenwechselstrom) können sie in 20 Minuten zu 95 % aufgeladen werden.
Mit seinem 35-kWh-Lithium-Eisen-Phosphat-Akkumulator hat der Wagen eine maximale Reichweite von 270 Kilometern. Die Höchstgeschwindigkeit beträgt je nach Softwareversion zwischen 90 und 130 km/h. Die Basisversion kostet 39.000 Euro. Ein Sondermodell mit zahlreichen Extras soll für 49.999 Euro zu bekommen sein.